# Чемпионат Беларуси по волейболу среди женщин
Чемпионат Беларуси по волейболу среди женщин — ежегодное соревнование женских волейбольных команд Беларуси. Проводится с 1992 года.
До 2007 соревнования проводились среди команд высшей и первой лиг. В 2007 структура чемпионата была изменена и в высшей лиге были образованы дивизионы «А» и «Б».

## Формула соревнований
Чемпионат 2024/25 включал два этапа — предварительный и плей-офф. На предварительном 9 команд дивизиона «А» высшей лиги провели двухкруговой турнир. 6 команд вышли в четвертьфинал плей-офф и, разделившись на пары, разыграли 3 места в полуфинале, где к победителям присоединилась «Минчанка», принимавшая участие в чемпионате России 2024/25. Победители полуфинальных серий в финале разыграли первенство. Серии матчей плей-офф проводились до двух (четвертьфинал) и до трёх (полуфинал и финал) побед одного из соперников.
За победы со счётом 3:0 и 3:1 команды получают 3 очка, 3:2 — 2 очка, за поражение со счётом 2:3 — 1 очко, 0:3 и 1:3 — 0 очков.
В дивизионе «А» высшей лиги чемпионата 2024/25 участвовали 10 команд: «Минчанка» (Минск), «Коммунальник-ГрГУ» (Гродно), «Прибужье» (Брест), «Коммунальник» (Могилёв), «Искра» (Жлобин), РГУОР-2008 (Минск), «Жемчужина Полесья» (Мозырь), «Минчанка»-2 (Минск), «Лилея» (Новополоцк), «Атлант» (Барановичи). В финальной серии «Минчанка» выиграла у «Коммунальника» (Могилёв) 3-0 (3:1, 3:1, 3:0). 3-е место занял «Коммунальник-ГрГУ» (Гродно).

## Призёры
| Сезон     | 1-е место                  | 2-е место                  | 3-е место                   |
| --------- | -------------------------- | -------------------------- | --------------------------- |
| 1992      | «Коммунальник» Минск       | «Экран» Гомель             | «Веснянка» Гродно           |
| 1992/93   | «Коммунальник» Минск       | «Гомельчанка» Гомель       | «Мастра» Минск              |
| 1993/94   | «Амкодор» Минск            | «Энка» Минск               | «Университет» Гомель        |
| 1994/95   | «Амкодор» Минск            | «Гомельдрев» Гомель        | «Энка» Минск                |
| 1995/96   | «Амкодор» Минск            | СКАФ Минск                 | «Ковровщик» Брест           |
| 1996/97   | «Амкодор» Минск            | «Ковровщик» Брест          | «Надежда» Гомель            |
| 1997/98   | «Амкодор» Минск            | «Надежда» Гомель           | «Ковровщик» Брест           |
| 1998/99   | «Амкодор» Минск            | «Ковровщик» Брест          | «Атлант» Барановичи         |
| 1999/2000 | «Атлант» Барановичи        | «Белбизнесбанк» Минск      | «Надежда-Гомельдрев» Гомель |
| 2000/01   | «Белбизнесбанк» Минск      | «Атлант» Барановичи        | «Ковровщик» Брест           |
| 2001/02   | «Ковровщик» Брест          | «Белбизнесбанк» Минск      | ГЭНИ Минск                  |
| 2002/03   | «Ковровщик» Брест          | «Белбизнесбанк-БГЭУ» Минск | «Славянка» Минск            |
| 2003/04   | «Белбизнесбанк-БГЭУ» Минск | «Славянка» Минск           | «Атлант» Барановичи         |
| 2004/05   | «Динамо-Славянка» Минск    | «Белбизнесбанк-БГЭУ» Минск | «Атлант»-БарГУ Барановичи   |
| 2005/06   | «Атлант»-БарГУ Барановичи  | «Белбизнесбанк-БГЭУ» Минск | «Славянка» Минск            |
| 2006/07   | «Минчанка-БГЭУ» Минск      | «Атлант»-БарГУ Барановичи  | «Коммунальник» Могилёв      |
| 2007/08   | «Атлант»-БарГУ Барановичи  | «Коммунальник» Могилёв     | «Минчанка-БГЭУ» Минск       |
| 2008/09   | «Атлант»-БарГУ Барановичи  | «Минчанка» Минск           | «Неман»-ГрГУ Гродно         |
| 2009/10   | «Минчанка» Минск           | «Коммунальник» Могилёв     | «Атлант»-БарГУ Барановичи   |
| 2010/11   | «Атлант»-БарГУ Барановичи  | «Минчанка» Минск           | «Коммунальник» Могилёв      |
| 2011/12   | «Атлант»-БарГУ Барановичи  | «Коммунальник» Могилёв     | «Минчанка» Минск            |
| 2012/13   | «Неман»-ГрГУ Гродно        | «Атлант» Барановичи        | «Минчанка» Минск            |
| 2013/14   | «Прибужье» Брест           | «Минчанка» Минск           | «Атлант» Барановичи         |
| 2014/15   | «Жемчужина Полесья» Мозырь | «Минчанка» Минск           | «Прибужье» Брест            |
| 2015/16   | «Минчанка» Минск           | «Жемчужина Полесья» Мозырь | «Прибужье-Локомотив» Брест  |
| 2016/17   | «Минчанка» Минск           | «Жемчужина Полесья» Мозырь | «Коммунальник-ГрГУ» Гродно  |
| 2017/18   | «Минчанка» Минск           | «Прибужье» Брест           | «Жемчужина Полесья» Мозырь  |
| 2018/19   | «Минчанка» Минск           | «Прибужье» Брест           | «Жемчужина Полесья» Мозырь  |
| 2019/20   | «Минчанка» Минск           | «Жемчужина Полесья» Мозырь | «Прибужье» Брест            |
| 2020/21   | «Минчанка» Минск           | «Прибужье» Брест           | «Минчанка»-2 Минск          |
| 2021/22   | «Минчанка» Минск           | «Прибужье» Брест           | «Жемчужина Полесья» Мозырь  |
| 2022/23   | «Минчанка» Минск           | «Прибужье» Брест           | «Атлант» Барановичи         |
| 2023/24   | «Минчанка» Минск           | «Коммунальник-ГрГУ» Гродно | «Коммунальник-МГУ» Могилёв  |
| 2024/25   | «Минчанка» Минск           | «Коммунальник» Могилёв     | «Коммунальник-ГрГУ» Гродно  |